# باشگاه فوتبال دیوژگوری
باشگاه فوتبال دیوژگوری (انگلیسی: Diósgyőri VTK) یک باشگاه فوتبال در میشکولتس، مجارستان است.